# Wide Area Augmentation System

Logo

Wide Area Augmentation System (WAAS) ist ein Satellite Based Augmentation System, (SBAS) zur Verbesserung des US-amerikanischen Satellitennavigationssystem GPS. WAAS-Signale werden durch einzelne, geostationäre Zusatzsatelliten auf den gleichen Frequenzen wie GPS gesendet und dienen der Verbreitung von Korrekturdaten für die durch die Signalausbreitung in der Ionosphäre verzerrten GPS-Signale.

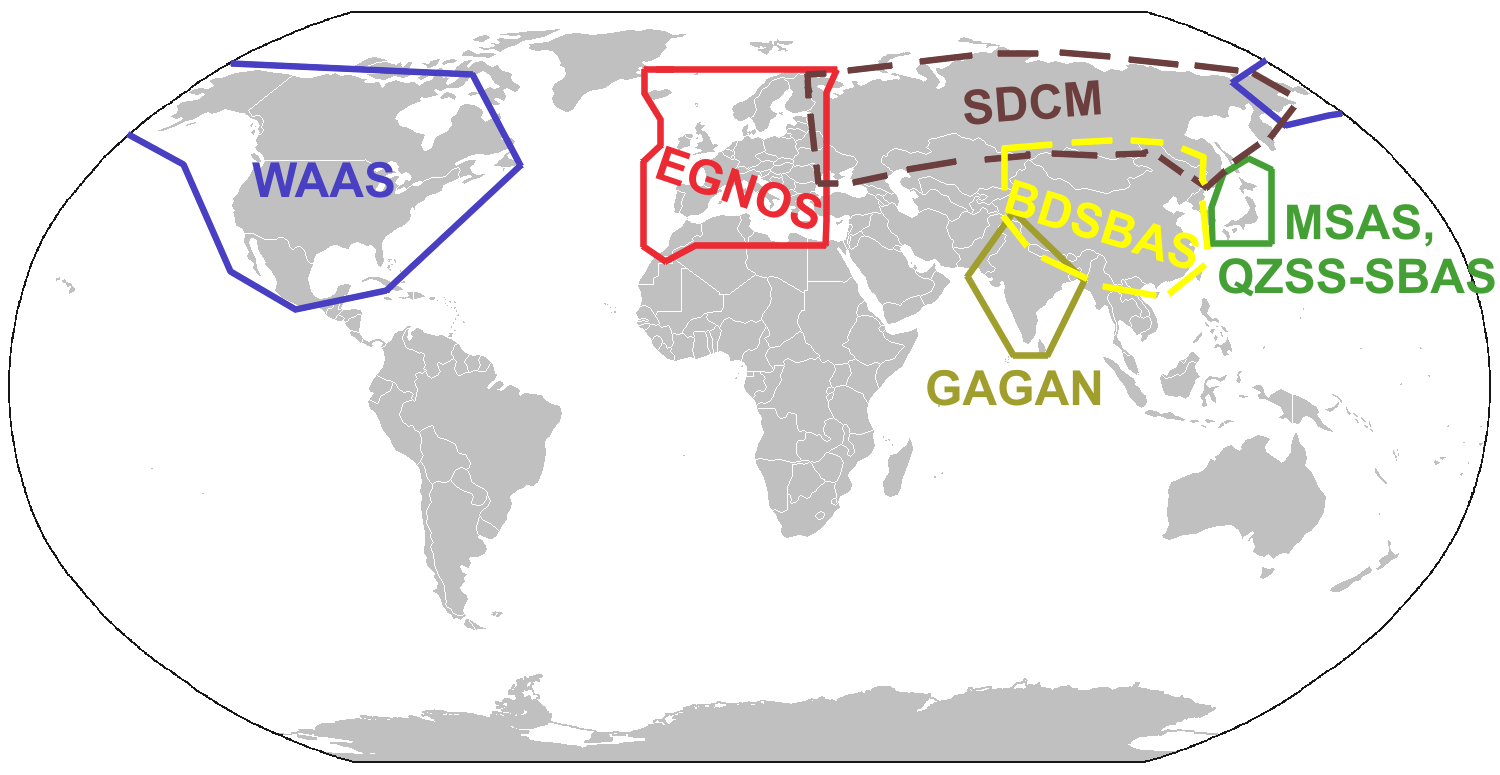
Servicegebiete der Satellite Based Augmentation Systems

WAAS wird von zwei bis vier geostationären Satelliten über dem Gebiet der USA ausgesendet und ist für alle anderen Erdregionen nicht erreichbar. In Europa und Japan treten mit EGNOS und MSAS kompatible Systeme an die Stelle von WAAS. Einige weitere solche Systeme befinden sich derzeit noch im Aufbau.
Da die Navigation mittels zivilem GPS im Regelfall nur auf einer Sendefrequenz basiert (C/A-Code auf der so genannten L1-Frequenz), können damit atmosphärische Effekte nicht genau genug korrigiert werden. Auch besitzen viele kostengünstige GPS-Empfänger lediglich einen Empfangsteil für nur eine Empfangsfrequenz.
Nachdem die künstlichen Signalverschlechterungen bei dem zivil nutzbaren C/A-Code des US-amerikanischen NAVSTAR GPS am 2. Mai 2000 04:00 UTC abgeschaltet wurden, sind die größten verbleibenden Fehler atmosphärische Laufzeiteffekte. Dies bedeutet, dass das Funksignal durch die Atmosphäre nicht immer exakt gleich lange zum Durchlauf benötigt und damit die zur Positionsbestimmung wichtige Zeitmessung nicht exakt stimmt.
Mit Systemen wie WAAS und dem dazu voll kompatiblen EGNOS werden auf der L1-Sendefrequenz von geostationären Satelliten wie Inmarsat zusätzliche Korrektursignale übertragen. Damit auch einfache Einkanal-Empfänger in den Genuss dieses Korrektursignals kommen, werden die Korrekturdaten auf der gleichen Frequenz wie die GPS-Daten übertragen – jedoch mit anderen GPS-Kennungen (Satellitennummer 33 aufwärts).

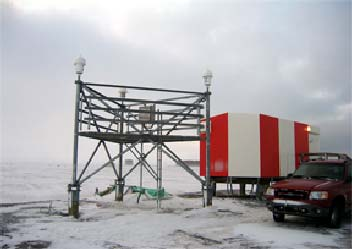
Eine der über 30 Bodenstationen von WAAS zur Ermittlung der Korrekturdaten in Barrow, Alaska

Gewonnen werden die Korrekturdaten aus einer Vielzahl ortsfester Bodenstationen, die in ihrem Empfangsbereich gelegene atmosphärisch bedingte Fehler erfassen und anschließend für unterschiedliche geografische Regionen Korrekturfaktoren errechnen. Daraus können WAAS/EGNOS-taugliche GPS-Empfänger die zusätzlichen Laufzeiteffekte der Signale in der Atmosphäre genauer bestimmen, wodurch Genauigkeiten von 0,3 bis 1 m erzielt werden. Im Vergleich dazu sind ohne diese Korrekturdaten nur maximale Ortsauflösungen mit zivilen GPS von 5 bis 15 m möglich.
Die Nutzung von Signalverbesserungstechniken hat oft einen höheren Energiebedarf der Empfänger zur Folge. Anwender mobiler Empfänger am Boden haben allerdings oft das Problem, keine ausreichend freie Sicht zu den geostationären Satellitenbahnen zu haben. Der Empfang von WAAS-/EGNOS-Signalen ist meist nur auf Anhöhen oder offener See möglich.